# Sockiplast

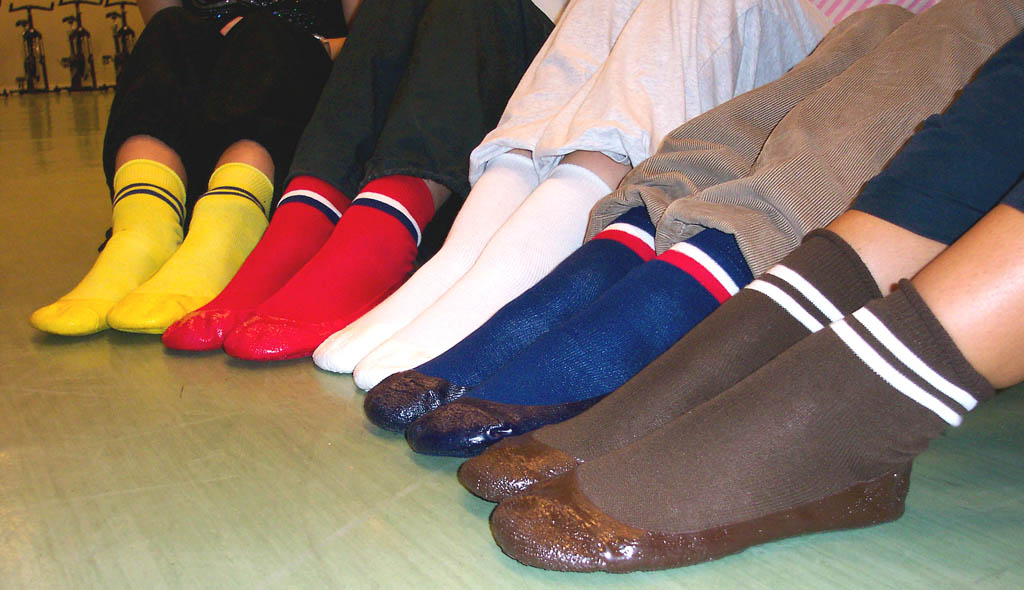
Sockiplast.

Sockiplast är ett slags ankelsocka i frotté med räfflad halkfri plastsula. Den lanserades 1959 och användes istället för sportskor på gymnastiklektionerna främst under 1960-, 1970- och 1980-talen. Produkten tillverkas av företaget Nowa Li i Gällstad i Västergötland, Sverige.

## Historia
Sockiplasten skapades 1959 av Sivert Stureson. Till en början var den en enkel bomullssocka försedd med en plastad sula som saknade mönster och därför kunde vara hal. Längre fram kunde man med hjälp av ett galler, där sockiplasten placerades efter ugnstorkningen, skapa det karakteristiska mönster som ökar friktionen. Här kunde man också lägga in siffror för storleksmärkning.
Sockiplasten var en vanlig syn under gymnastiklektioner i svenska grundskolor under bland annat 1970-talet, där den rekommenderades som ett sätt att undvika vårtor på fötterna. Sockiplasten var inte minst använd av flickor i lågstadieåldern. Kopplingen till flickor och yngre elever gjorde också att den hade svårt att slå igenom som fotbeklädnad för pojkar och äldre elever.